# Hippodrome de Vermo
L'hippodrome de Vermo se trouve dans le quartier de Leppävaara à Espoo (Finlande), à proximité de la frontière de la municipalité d'Helsinki. 

## Présentation
Inauguré en 1977, il accueille de nombreuses courses hippiques, en particulier des courses de trot. Au printemps se déroule la plus réputée d'entre elles, la Finlandia Ajo.
La piste, d'une longueur de 1 000 mètres, est large de 24 à 26 mètres.